# Шапел Палио
Шапел Палио (фр. Chapelle-Palluau) насеље је и општина у западној Француској у региону Лоара, у департману Вандеја која припада префектури Сабл д'Олон.
По подацима из 2011. године у општини је живело 931 становника, а густина насељености је износила 71,56 становника/km². Општина се простире на површини од 13,01 km². Налази се на средњој надморској висини од метара (максималној 64 m, а минималној 11 m).

## Демографија
| 1962. | 1968. | 1975. | 1982. | 1990. | 1999. | 2011. |
| ----- | ----- | ----- | ----- | ----- | ----- | ----- |
| 649   | 684   | 605   | 618   | 647   | 686   | 931   |

График промене броја становника у току последњих година